# Ophiacantha prolata
Ophiacantha prolata är en ormstjärneart som beskrevs av Ole Theodor Jensen Mortensen 1933. Ophiacantha prolata ingår i släktet Ophiacantha och familjen knotterormstjärnor. Inga underarter finns listade i Catalogue of Life.